# Сноу, Генри Джеймс
Генри Джеймс Сноу (англ. Henry James "Jim" Snow; 1848—1915) — британский мореплаватель и зверопромышленник, который в течение шестнадцати сезонов занимался промыслом, а также и браконьерством в водах мирового (преимущественно Тихого) океана. Внес немалый «вклад» в истребление морских котиков и каланов на Курильской гряде.

## Исследования
Между 1873 и 1896 англичанин Сноу несколько раз совершал плавания вокруг всех Курильских островов, которые на тот момент официально контролировались Японией. Он записал свои наблюдения и на основе их составил подробную физико-географическую характеристику архипелага, описав условия плавания в приостровных водах, а также флору и фауну некоторых островов (Урупа и др.) В дальнейшем карты и описания Сноу много лет служили навигационным руководством для последующих экспедиций. Основная работа Сноу «Курильская гряда» была опубликована в 1897 г. В честь капитана Сноу был назван пролив Сноу между островами Чирпой и Брат Чирпоев, а также вулкан на о. Чирпой.